# Hôtel d'Évreux
Ne doit pas être confondu avec le Palais de l'Élysée, dont le bâtiment central était anciennement appelé hôtel d'Évreux.
L'hôtel d'Évreux est un ancien hôtel particulier situé au no 19, place Vendôme, dans le 1er arrondissement de Paris.
Il est construit entre 1706 et 1708, par l'architecte Pierre Bullet derrière une façade conçue sur les plans de l'architecte Jules Hardouin-Mansart, pour le richissime financier et armateur Antoine Crozat, afin d'y loger sa fille et son gendre le comte d'Évreux.
Longtemps propriété du Crédit foncier de France, l'ensemble immobilier que représente cet hôtel avec l'hôtel des Vieux, l'hôtel Castanier et le pavillon Cambon, est acquis en 2003, par Tamim ben Hamad Al Thani, émir du Qatar. L'hôtel est voisin du Ritz Paris, sis dans les anciens hôtels de Gramont et Crozat.
Il abrite aujourd'hui les bureaux parisiens du cabinet d’avocats White & Case ainsi que des espaces de réception de la société traiteur Potel et Chabot.

## Situation
Situé dans l'angle nord-ouest de la place, l'hôtel est mitoyen de l'hôtel Crozat au no 17, et de l'hôtel de Fontpertuis au no 21.

## Historique

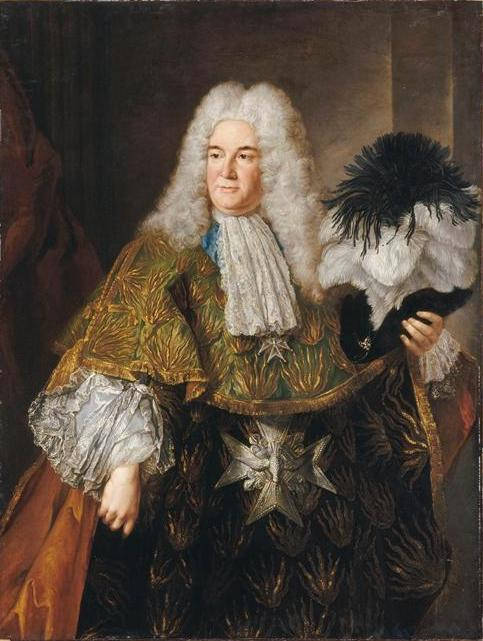
Antoine Crozat.

En 1700, le terrain est acquis par le financier Pierre Louis Reich de Pennautier, receveur général du clergé et trésorier des États de Languedoc.
En 1706, Antoine Crozat, ancien secrétaire de Pennautier, lui achète le terrain non construit, ainsi que sa charge de trésorier. Il s'était considérablement enrichi par les spéculations, le commerce colonial et la traite négrière, passe alors, selon un mot de Saint-Simon, pour « l'un des plus riches hommes de Paris ».
Crozat, dès 1703, profite déjà de l'opération immobilière de la place en acquérant le terrain voisin du no 17, où il fait édifier par Pierre Bullet sa demeure urbaine, l'hôtel Crozat. Par l'achat de ce terrain mitoyen, le financier cherche à construire un autre hôtel, en vue de l'offrir à sa fille, Marie-Anne Crozat, à l'occasion de son mariage avec le comte d'Évreux. Il réengage alors l'architecte Pierre Bullet, pour construire ce nouvel hôtel entre 1706 et 1707. Les deux hôtels, alors communicants, sont donc édifiés côte à côte et tête-bêche, la façade sur cour de l'hôtel du n° 17 étant orientée à l'ouest et celle de l'hôtel du n° 19 étant orientée à l'Est.

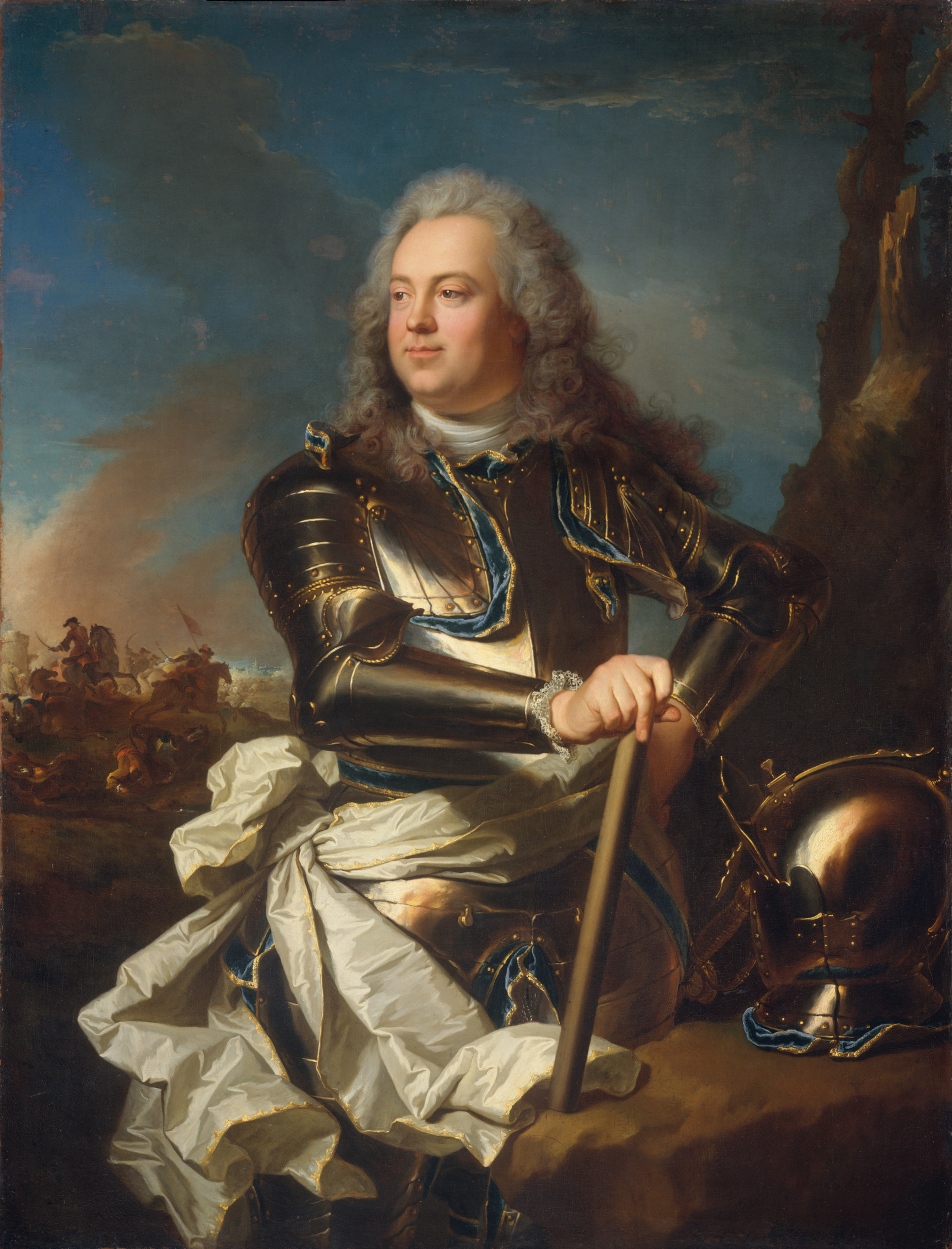
Le comte d'Évreux par Hyacinthe Rigaud.

Remarqué dans l'histoire de l'architecture classique française, il se distingue des autres hôtels de la place, car réunissant deux modèles urbanistiques souvent contradictoires : celui de la place Royale, uniforme et régie par un plan d'urbanisme commun, et celui de l'hôtel particulier entre cour et jardin.
Les époux ne profitent cependant pas de la demeure, le comte d'Évreux ne la trouvant, à terme, pas assez particulière pour lui : il se fait construire, de 1718 à 1722, un vaste hôtel, sur la rue du Faubourg-Saint-Honoré.
Après la mort de Madame Crozat, en 1742, l'hôtel passe à son fils, Louis-Antoine Crozat, baron de Thiers, qui le fait réaménager entre 1744 et 1749 par l'architecte Pierre Contant d'Ivry, également chargé de réaménager l'hôtel voisin du n° 17 pour Joseph Antoine Crozat, marquis de Thugny. Contant d'Ivry redistribue les espaces intérieurs et remplace l'escalier d'origine, à paliers droits, en implantant à l'extrémité nord du corps de logis principal, l'élégant escalier d'honneur actuel, avec sa rampe en fer forgé à double courbe. Les deux parties de cette rampe reposent chacune sur une console, face à face, sont ornées d'une frise et se rejoignent au palier supérieur, sur lequel un cartouche autrefois orné des armoiries Broglie-Crozat est encore visible,.
Dans les années 1750 et 1760, l'hôtel abrite la célèbre Collection Crozat, une des rares collections d'Art alors accessibles au public à Paris, dont un catalogue est imprimé en 1755. Après la mort de Louis Antoine Crozat, en 1770, cette collection est vendue en 1772.
Louis Antoine Crozat transmet l'hôtel à sa fille, Louise Crozat de Thiers, lors de son mariage avec le duc de Broglie.
En 1787, en même temps que sa sœur vend l'hôtel voisin du n° 17, elle vend l'hôtel d'Evreux à un banquier, Louis Pourrat, duquel il passe à ses filles, qui le vendent en 1795 au banquier Jacques Montz. Revendu en 1802, il est acheté par Joseph Durant en 1809 et sert ensuite de demeure au président de la Chambre des députés, jusqu'en 1862, où l'édifice est acquis par le Crédit foncier de France, tout comme les hôtels mitoyens, Castanier et des Vieux, dont la cour ouvre aux 15, et 17-19 rue des Capucines.
En 2003, l'ensemble historique du Crédit foncier de France, comprenant ces trois hôtels particuliers, est acquis par l'émir du Qatar pour 230 millions d'euros et est entièrement restauré en 2009.

L'hôtel est aujourd'hui occupé par les bureaux parisiens du cabinet d’avocats White & Case, ainsi que par les espaces de réception de la société du traiteur Potel et Chabot. 

Étapes de construction de l'hôtel d'Évreux
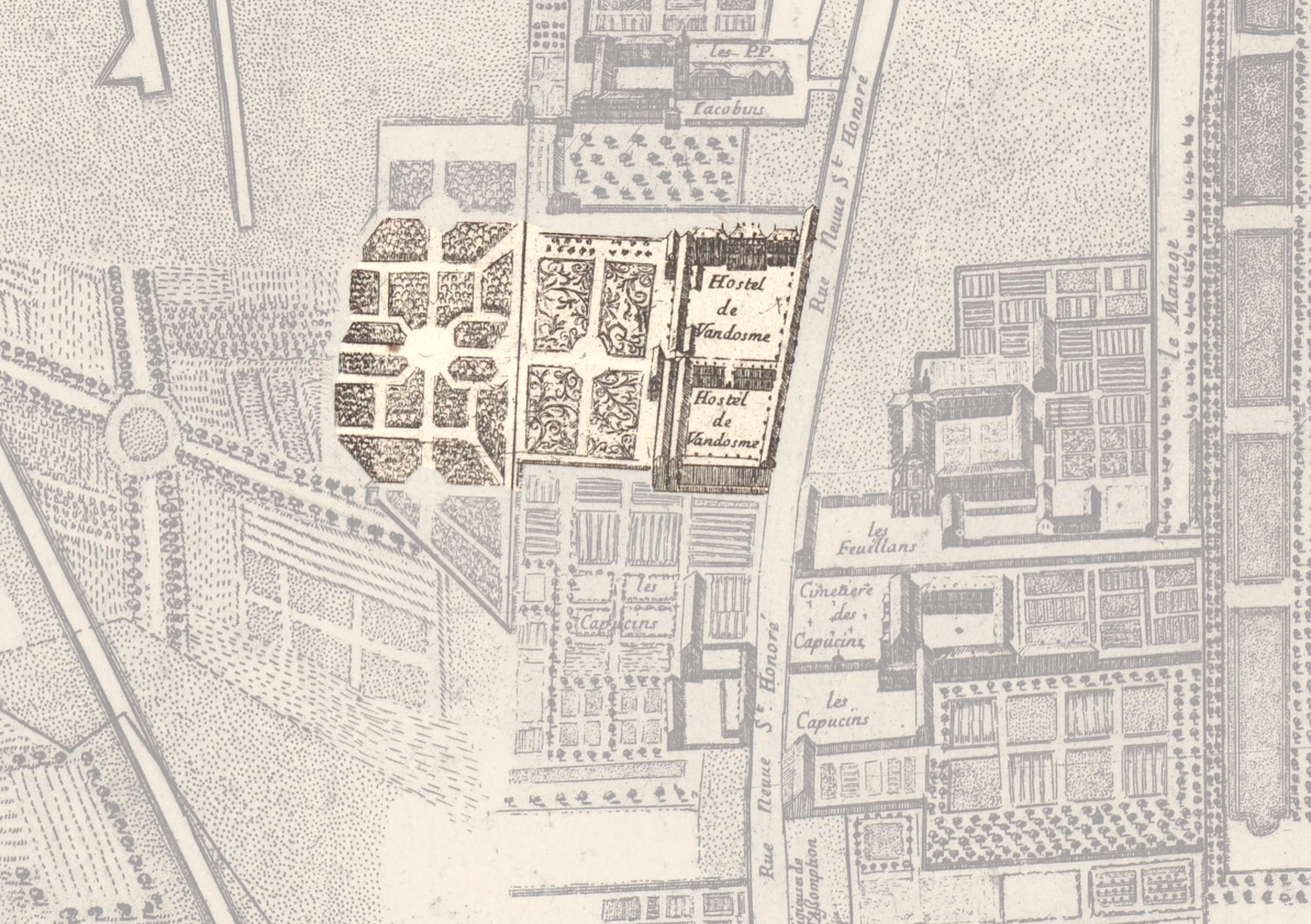
Espace choisi pour la place Louis-le-Grand en 1676, avant sa construction. Il est surtout occupé par l'hôtel de Vendôme, qui donnant informellement son nom à la place, sera par la suite détruit. Plan de Paris de François Blondel et Pierre Bullet (l'architecte de l'hôtel d'Évreux), 1676. Le nord est à gauche.
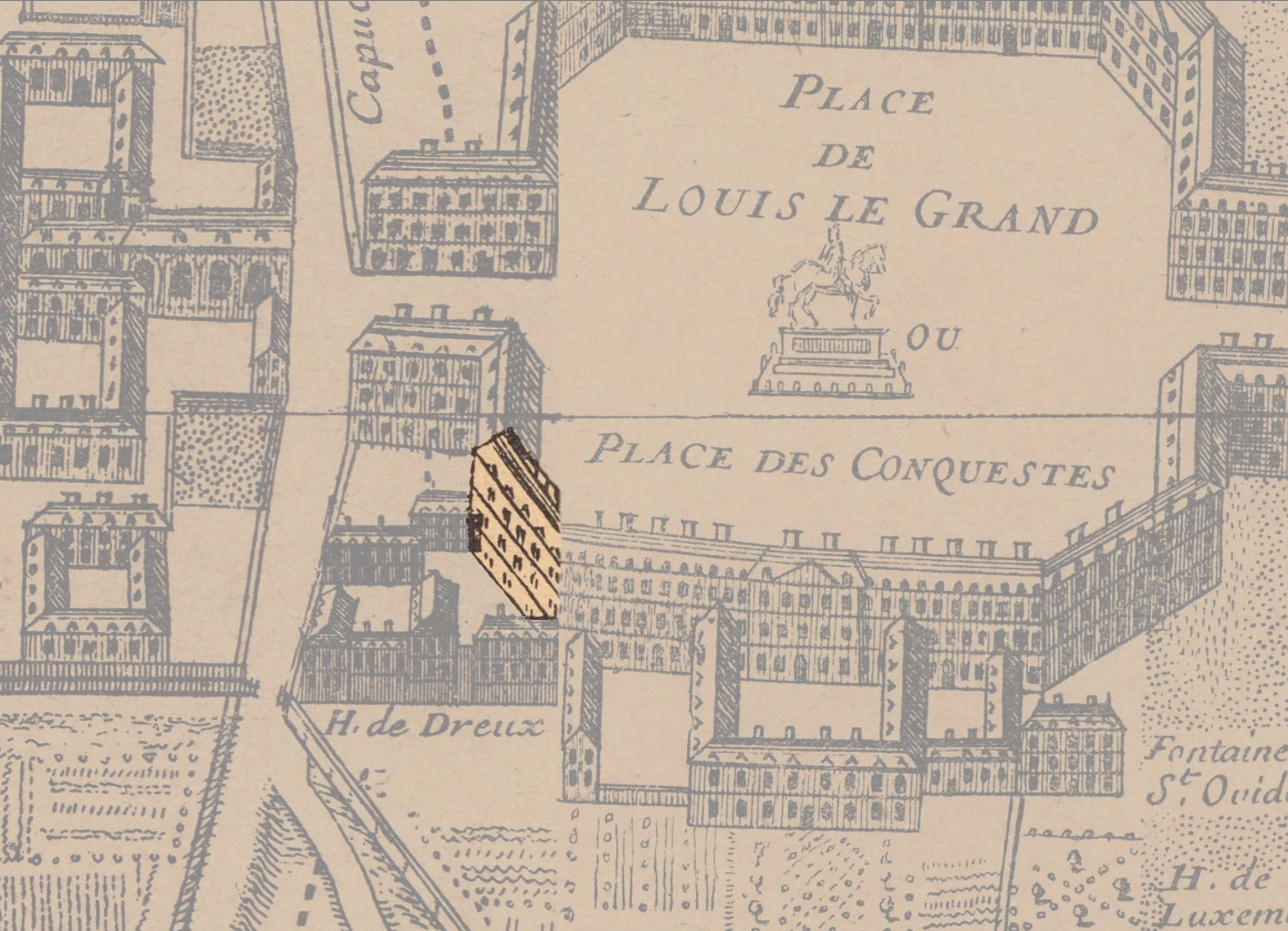
Situation de la façade de l'angle nord-ouest de la place Louis-le-Grand, en 1710, quelques années après sa construction. La façade est seule, incomplète et inhabitée. L'hôtel de Dreux occupe une partie du terrain racheté en 1706 par Antoine Crozat. Plan de Paris de François Blondel et Pierre Bullet, réédité et actualisé par Jean Baptise Michel Jaillot en 1710. Le nord est à gauche.
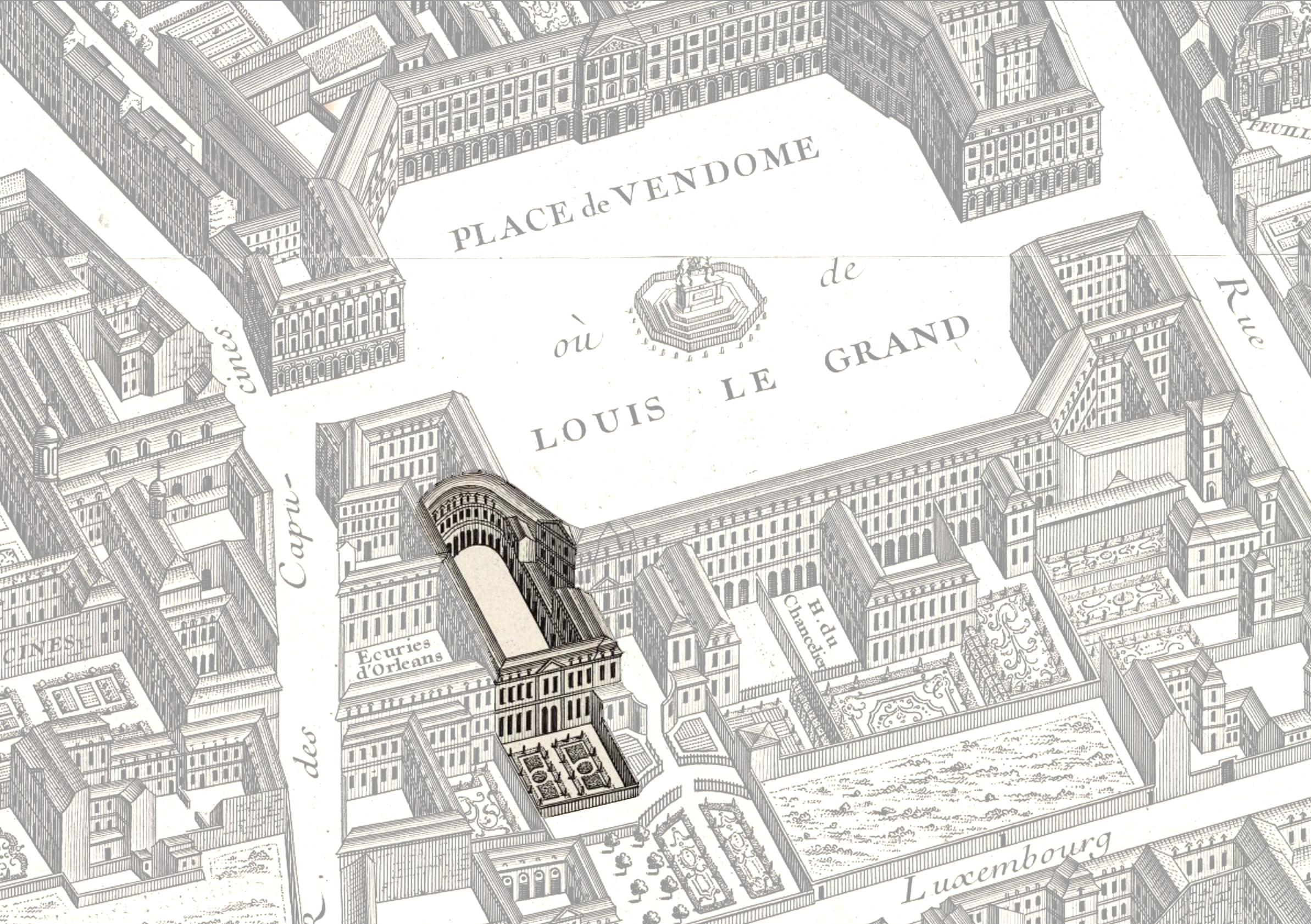
Situation de l'hôtel d'Évreux sur la place Vendôme, sur le plan de Turgot (1734-1737). Le nord est à gauche.

## Protection
Les façades et toitures donnant sur la place Vendôme sont classés monument historique depuis un arrêté du 24 septembre 1930. Les façades et toitures sur cour et sur jardin ; à l'intérieur, l'escalier et plusieurs salons sont inscrits aux Monuments historiques depuis un arrêté du 8 août 1957.

## Galerie

Cour de l'hôtel d'Évreux
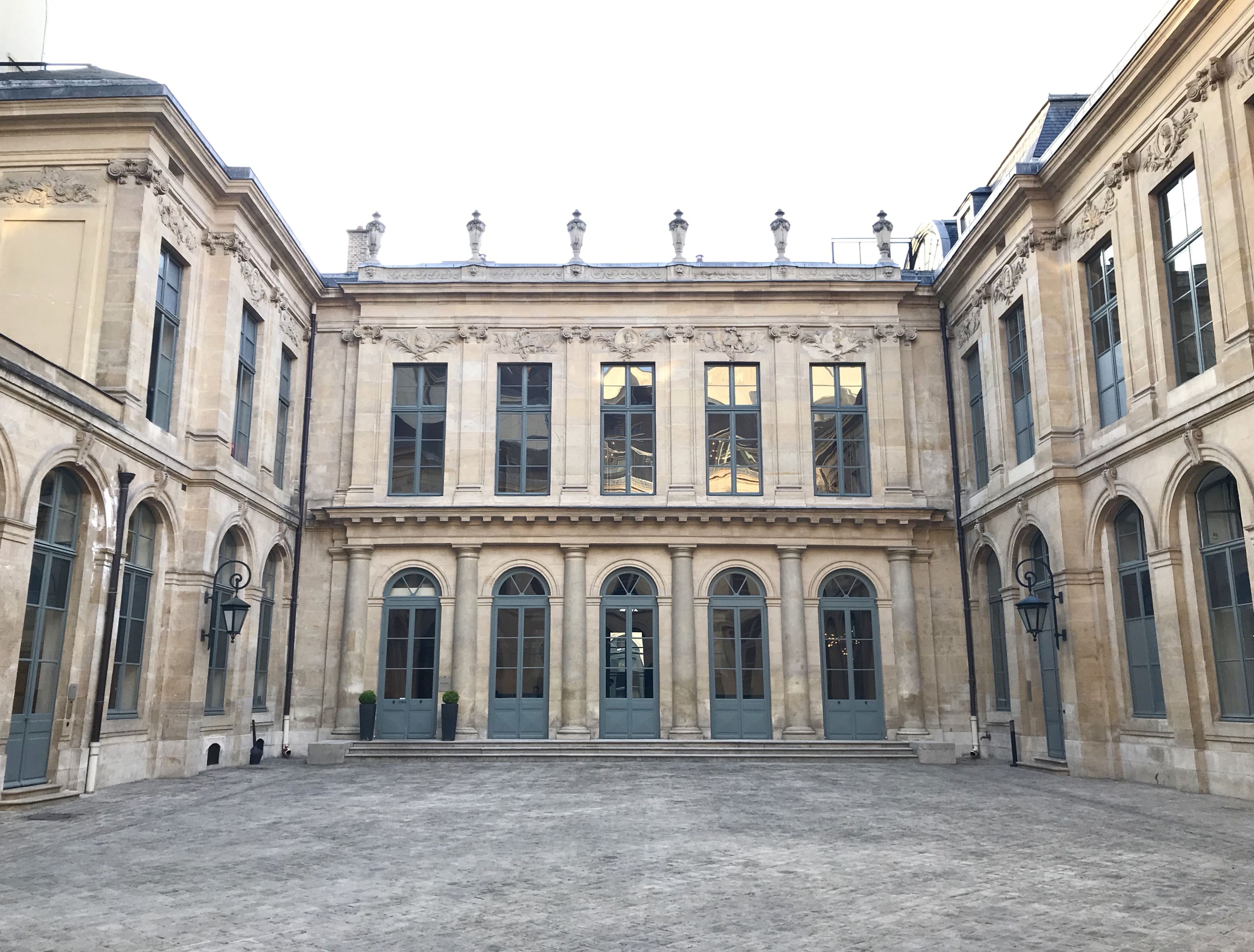
Corps de logis sur cour.
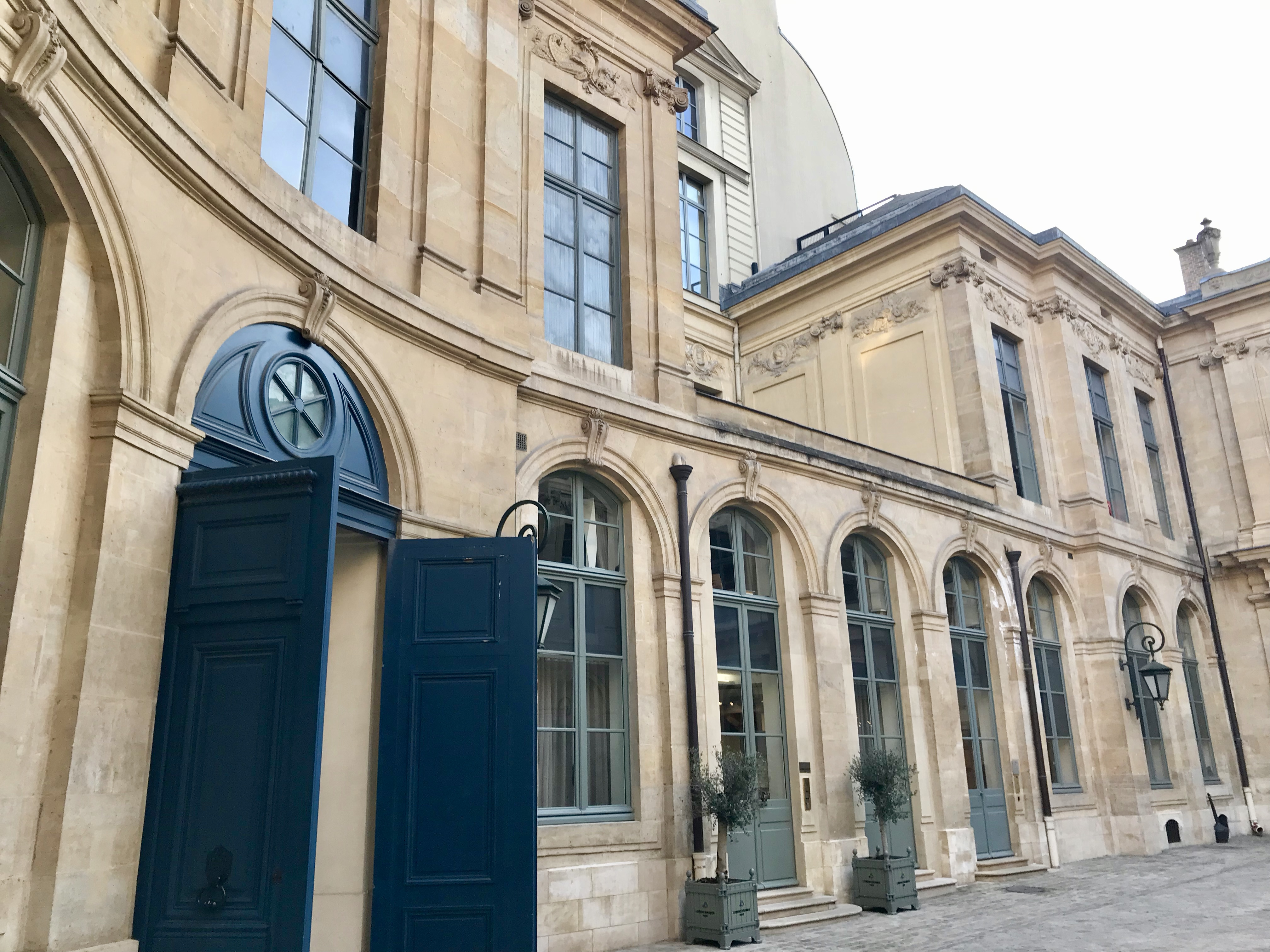
Porte d'entrée, sur la place Vendôme, et aile sud.
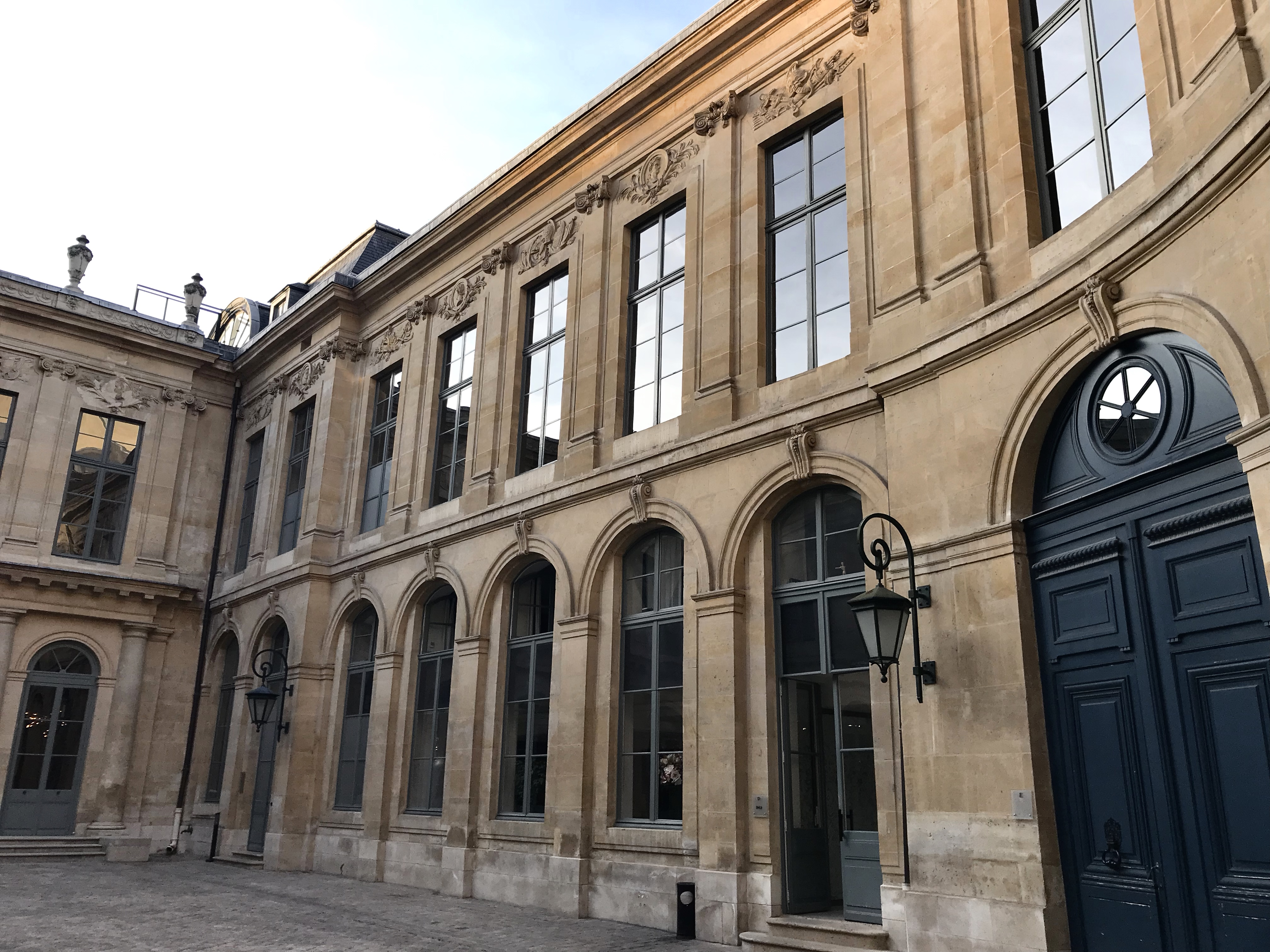
Aile nord.
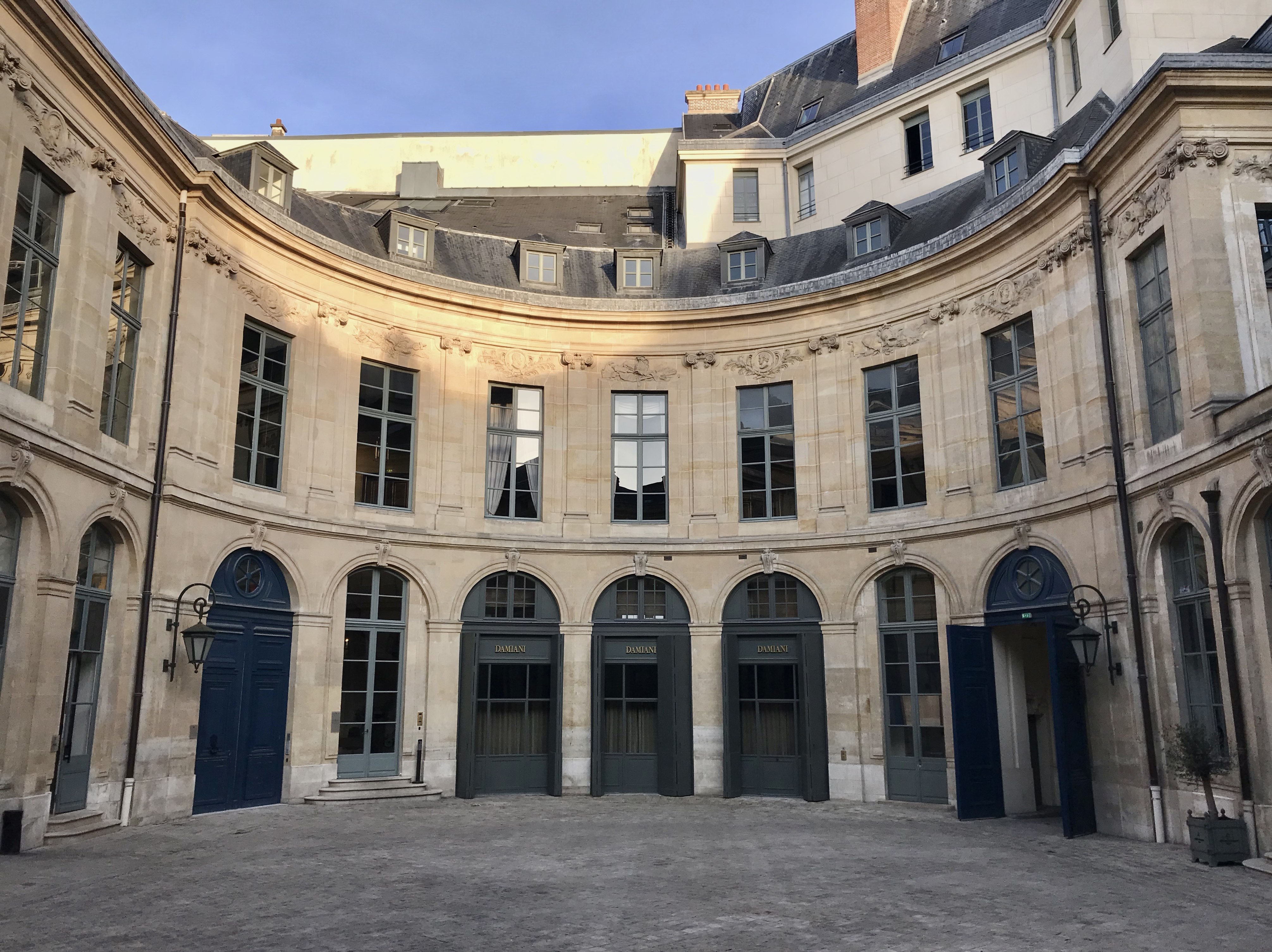
Corps circulaire, donnant sur la place Vendôme.
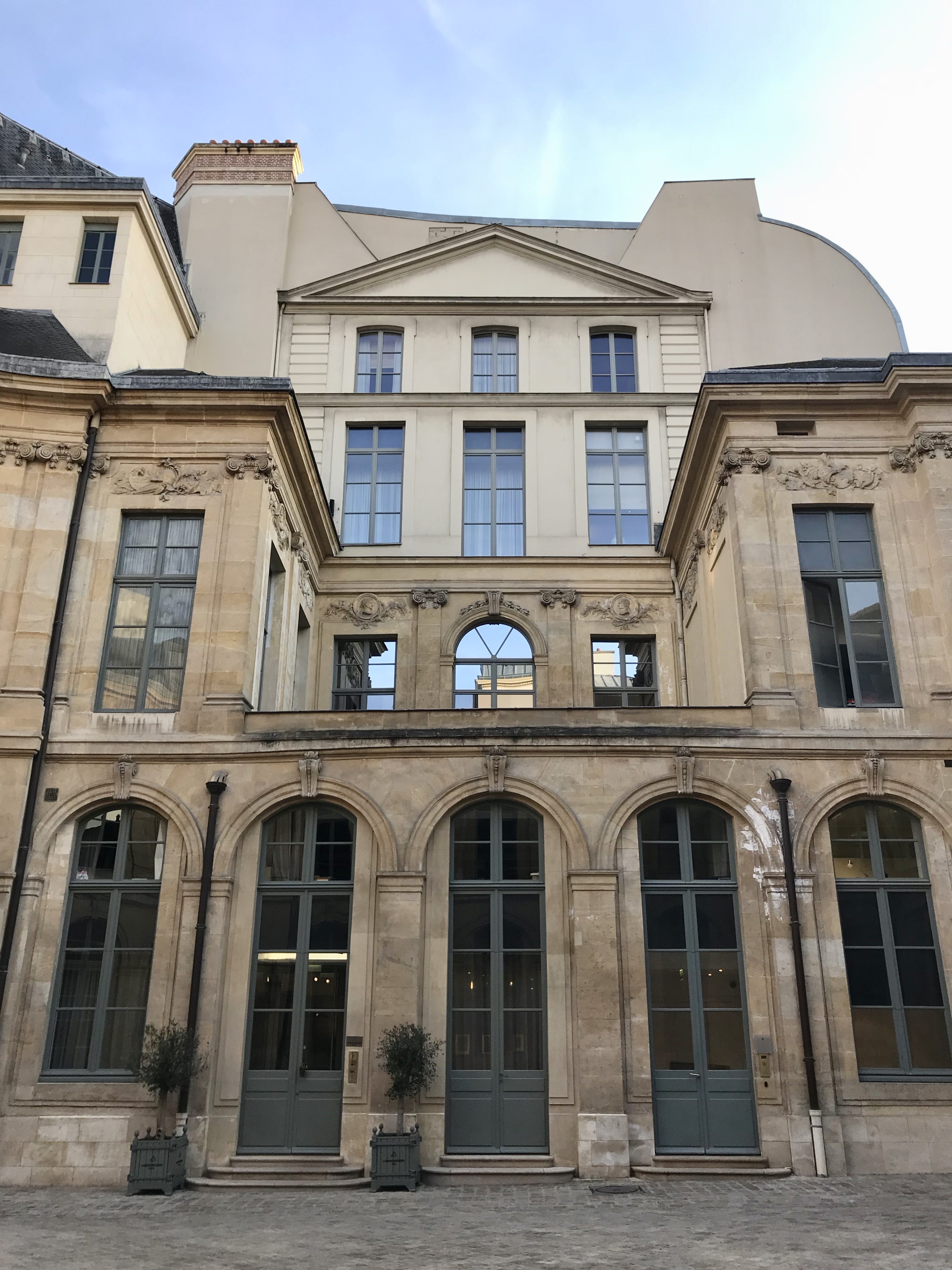
Façade de raccord avec l'hôtel de Crozat, mitoyen.
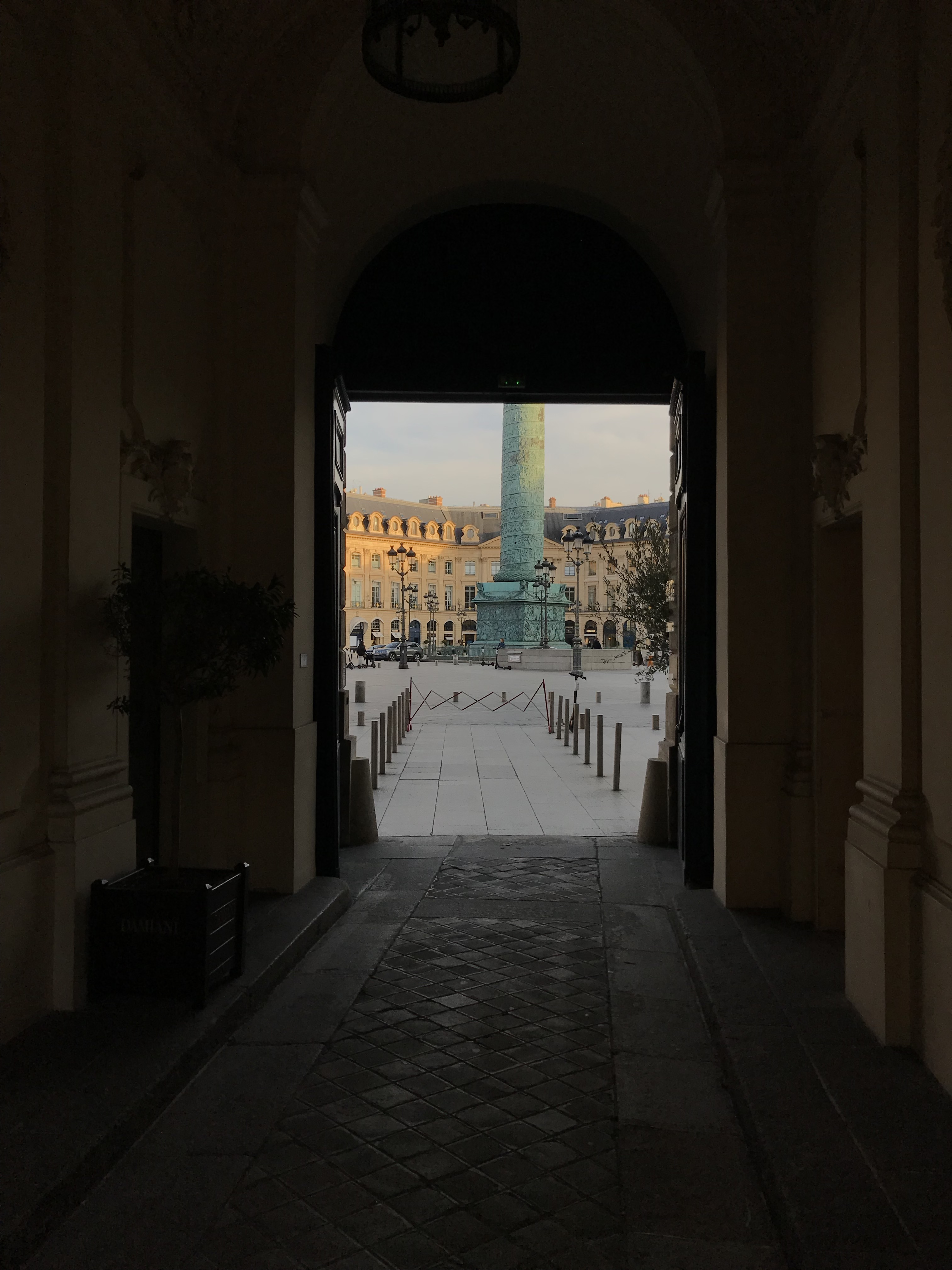
La place et la colonne Vendôme depuis l'entrée depuis la cour de l'hôtel d'Évreux, montrant le pan coupé de la place.